# Tour de Siak
Le Tour de Siak est une course cycliste par étapes disputée en Indonésie. En 2018, 2019 et 2024, elle fait partie de l'UCI Asia Tour en catégorie 2.2.

## Palmarès
| Année     | Vainqueur                    | Deuxième                    | Troisième                  |
| --------- | ---------------------------- | --------------------------- | -------------------------- |
| 2013      | Ryan Ariehaan                | Hari Fitrianto              | Chelly Aristya             |
| 2014      | Hossein Jahanbanian          | Harrif Salleh               | Sofian Nabil Mohd Bakri    |
| 2015      | Nik Mohd Azwan Zulkifle      | Mohamad Syamil Che Ku Romli | Sofian Nabil Mohd Bakri    |
| 2016      | Trịnh Đức Tâm                | Lewis Fellas                | Selamat Juangga            |
| 2017      | Aiman Cahyadi                | Sofian Nabil Mohd Bakri     | Batsaikhan Tegshbayar      |
| 2018      | Matthew Zenovich             | Marcus Culey                | Benjamin Dyball            |
| 2019      | Nur Amirul Fakhruddin Mazuki | Mohammad Ganjkhanlou        | Stephan Bakker             |
| 2020-2021 | Pas organisé                 | Pas organisé                | Pas organisé               |
| 2022      | Muhsin Al Redha Misbah       | Rachmad Wibisono            | Dikdik Permana Sidik       |
| 2023      | Astnan Maulana               | Sakchai Phodingam           | Naufal Faris Taufiqulhakim |
| 2024      | Jack Drage                   | Khoon Fung Thomas Tong      | Muhamad Herlangga          |